# Salomona inusta
Salomona inusta är en insektsart som beskrevs av Brunner von Wattenwyl 1898. Salomona inusta ingår i släktet Salomona och familjen vårtbitare. Inga underarter finns listade i Catalogue of Life.